# Černobylský rajón
Černobylský rajón (ukrajinsky Чорнобильський район, rusky Чернобыльский район) byl jedním z 26 administrativních rajónů (okresů) Kyjevské oblasti na severu Ukrajiny. Po černobylské katastrofě byla většina území rajónu kontaminována a mnoho obcí bylo zahrnuto do Uzavřené zóny Černobylské jaderné elektrárny.
Rajón existoval v letech 1923–1988. Administrativním centrem bylo město Černobyl.

## Geografie
Černobylský rajón se nacházel v severní části Kyjevské oblast v době, kdy správního dělení Ukrajinské sovětské socialistické republiky. Na východě rajónu se nacházela Kyjevská přehrada, na jihu hraničil s Kyjevskosvjatošynským rajónem, na jihozápadě s Ivankivským rajónem a na západě s Poliským rajónem, který také utrpěl v důsledku černobylské katastrofy.
V současné době je území bývalého rajónu je administrativně součástí Ivankivského rajónu. Před svou likvidací se rajón rozkládal na území o rozloze 2 000 km² a jeho populace čitala na 44 000 obyvatel. Řeka Pripjať protéká územím bývalého rajónu, poté se vlévá do Kyjevské přehrady.

## Historie
Černobylský rajón byl založen v roce 1923 jako součást Kyjevské gubernie v návaznosti na správní reorganizaci Ukrajinské sovětské socialistické republiky. Od svého vzniku v roce 1923 až do roku 1941 bylo jeho správním centrem sídlo městského typu Černobyl. Po roce 1941 byl status osady povýšen na město rajónního významu.
Dne 16. listopadu 1988 byl Černobylský rajón na základě vyhlášky prezidia Nejvyšší rady Ukrajinské SSR zrušen a sloučen s Ivankivským rajónem. V roce 1996 byla zbývající sídla Černobylského rajónu, která nebyla evakuována po katastrofě, převedena do správy Ivankivského rajónu.

## Administrativní rozdělení
Předtím, než byl Černobylský rajón zrušen, měl pod svou správou jednu městskou obec (administrativní centrum Černobylu), a 23 venkovských rad (selsovětů), kterým bylo podřízeno 69 vesnic. Na území rajónu existovalo celkem 70 obydlených míst.
Město Pripjať, které bylo založeno v roce 1970 pro pracovníky Černobylské jaderné elektrárně a jejich rodiny, bylo dříve administrativně podřízeno Černobylskému rajónu. V roce 1980 obdržel status města oblastního významu a administrativně byl podřízen úřadům Kyjevské oblasti spíše než Černobylskému rajónu.

### Sídla
V Uzavřené zóně Černobylské jaderné elektrárny: Černobyl (město), Andrijivka, Benivka, Buda, Byčky, Burjakivka, Čapajevka, Čerevač, Čystohalivka, Hlynka, Horodčan, Horodyšče, Illyncy, Ilovnicja, Ivanivka, Kamjanka, Kopači, Košarivka, Košivka, Kocjubynske, Krasne, Krasne, Kryva Hora, Kupuvate, Ladyžyči, Leliv, Maševe, Nova Krasnycja, Novošepelyči, Novosilky, Opačyči, Otašiv, Paryšiv, Pljutovyšče, Rozjiždže, Rozsocha, Ruďky, Rudňa-Illinecka, Rudňa-Veresňa, Stara Krasnycja, Stari Šepelyči, Starosillja, Stečanka, Terechy, Teremci, Tovstyj Lis, Usiv, Jampil, Janiv (až do roku 1980 spravován městem Pripjať), Zalissja, Zamošňa, Zapyllja, Zymovyšče.
Vně Uzavřené zóně Černobylské jaderné elektrárny: Dytjatky, Fruzynivka, Hubyn, Hornostajpil, Laputky, Medvyn, Stracholissja, Zoryn.

## Galerie

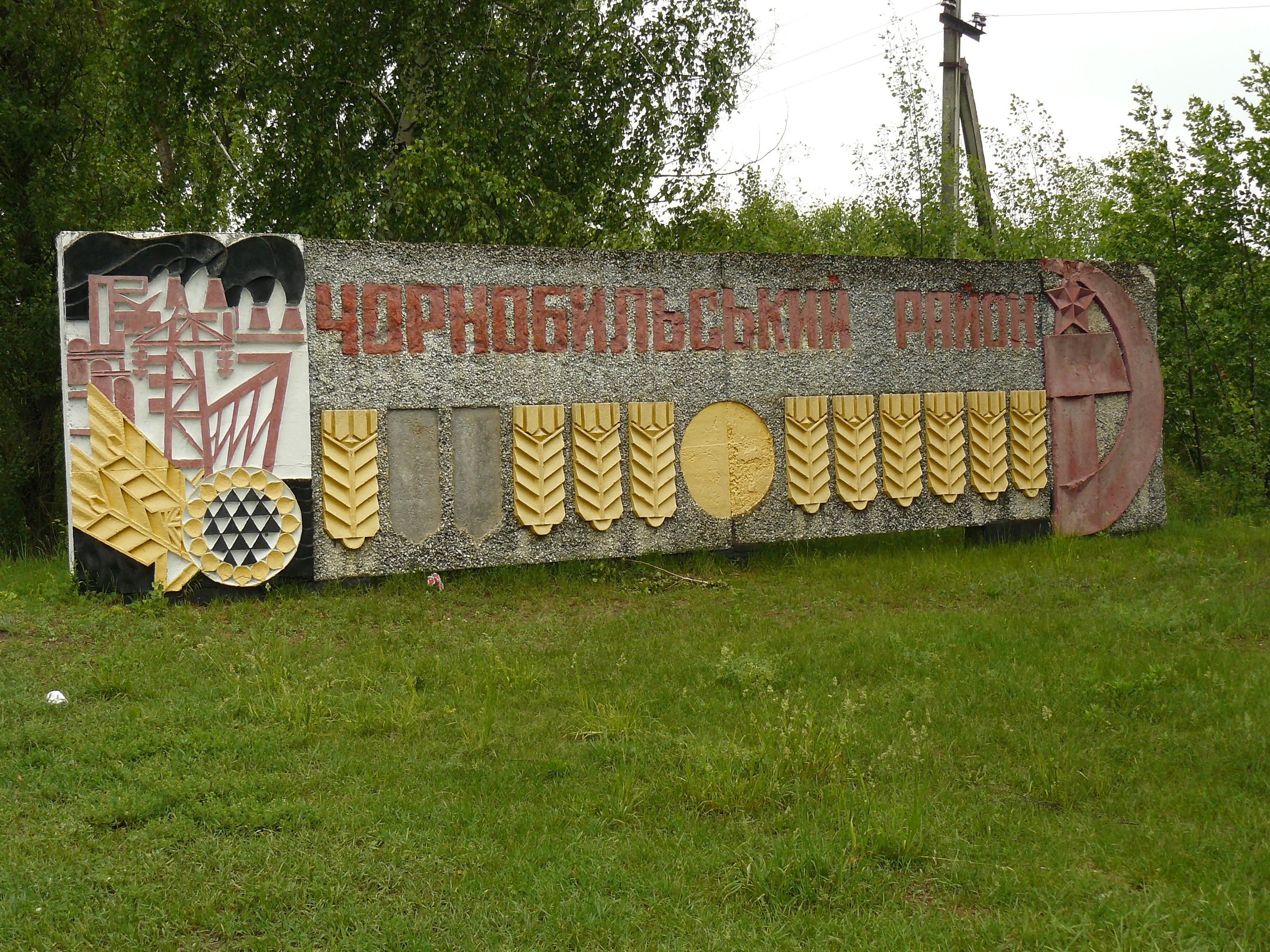
Historický znak Černobylského rajónu na cestě z Ivankova do Černobylu